# Студитский, Василий Михайлович
Васи́лий Миха́йлович Студи́тский (8 ноября 1961, Москва) — специалист в области молекулярной биологии, профессор кафедры биохимии и молекулярной биологии Медицинской школы имени Роберта Вуда Джонсона (англ. RWJMS) при Университете медицины и стоматологии Нью-Джерси, США (англ. UMDNJ), заведующий лабораторией механизмов и регуляции транскрипции Университета Ратгерса, победитель первого конкурса мегагрантов 2010 г., руководитель Лаборатории регуляции транскрипции и репликации Биологического факультета МГУ.

## Профессиональная деятельность
- 1978—1984 года — обучение на Биологическом факультете МГУ.
- С 1984 года — работа стажёром в Институте молекулярной биологии АН СССР.
- 1988 год — защита кандидатской диссертации в Институте молекулярной биологии АН СССР по теме «Структура транскрипционно-активного хроматина. Сохранение нуклеосомной организации генов белка теплового шока (БТШ 70) при умеренной транскрипции»[3].
- 1988—1991 года — научный сотрудник Института молекулярной биологии АН СССР.
- 1991—1997 года — исследователь в Национальном институте здоровья, США.
- 1997—2003 год — Университет Уэйна.
- С 2003 года — доцент, а с 2008-го — профессор кафедры биохимии и молекулярной биологии Медицинской школы имени Роберта Вуда Джонсона при Университете медицины и стоматологии Нью-Джерси, заведующий лабораторией механизмов и регуляции транскрипции Ратгерского университета.
- 2010 год — победитель первого конкурса мегагрантов 2010 г. (Договор: «Эукариотическая транскрипция: механизмы генетических и эпигенетических процессов и разработка регуляторов для биоинженерии» № 11.G34.31.0009 от 01.12.2010).
- С 2010 года — руководитель лаборатории регуляции транскрипции и репликации на биологическом факультете МГУ.
- 2011 год — защита диссертации доктора биологических наук на биологическом факультете МГУ по теме «Молекулярные механизмы транскрипции хроматина эукариот»[4].

Автор более 69 научных публикаций в различных международных изданиях. По состоянию на ноябрь 2012 года его индекс Хирша равен 21. Является членом международного редакционного совета журнала Молекулярная биология и журнала Journal of Biological Chemistry.

## Текущие научные интересы
Основное направление исследований — изучение механизмов экспрессии генов и их нарушений, играющих центральную роль в онкогенезе (развитии раковых заболеваний разного типа) и в старении. Создано несколько оригинальных экспериментальных систем, по которым лаборатории В. Студитского конкурентны на мировом уровне.
Фундаментальные направления работ включают две темы:
- Дистанционная регуляция генов такими элементами, как энхансеры и инсуляторы. Её конкретные механизмы пока неизвестны.
- Экспрессия генов первого уровня, то есть, транскрипция (перевод информации из ДНК в РНК). А именно: механизм самой экспрессии, движение ферментов вдоль ДНК, механизмы копирования информации и определения места для копирования. Часть этой области науки называется эпигенетикой. Имеется ввиду, регуляция ДНК и изменение наследуемых параметров, не связанных с обычным генетическим кодом ДНК, где кроме последовательности нуклеотидов, расположены белковые структуры, которые несут дополнительную информацию, например, гистоновый код.